# Kralovice
Kralovice település Csehországban, a Észak-plzeňi járásban. Kralovice Výrov, Čistá, Potvorov, Sedlec, Vysoká Libyně, Bílov, Mladotice, Kožlany és Plasy településekkel határos. Lakosainak száma 3493 fő (2024. január 1.).

## Népesség
A település lakosságának változását az alábbi diagram mutatja:
| Lakosok száma | 2883 | 2873 | 2818 | 2778 | 3224 | 3453 | 3503 | 3504 | 3380 | 3493 |
|               | 1869 | 1900 | 1921 | 1961 | 1980 | 2011 | 2016 | 2019 | 2021 | 2024 |